# Drăgești (gmina Tătărăști)
Drăgești – wieś w Rumunii, w okręgu Bacău, w gminie Tătărăști. W 2011 roku liczyła 385 mieszkańców.